# Clate

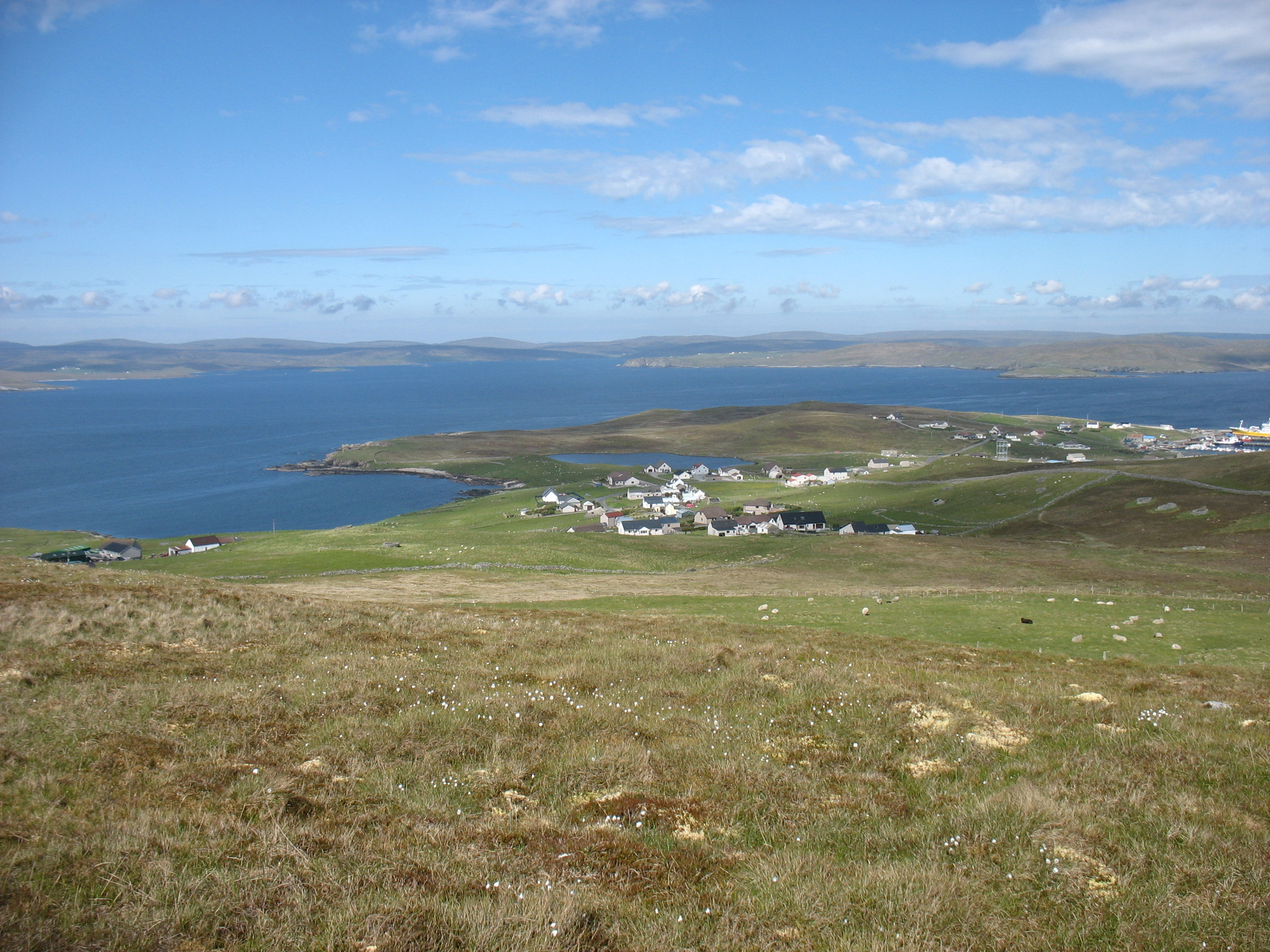
Blick von Osten auf den Ort

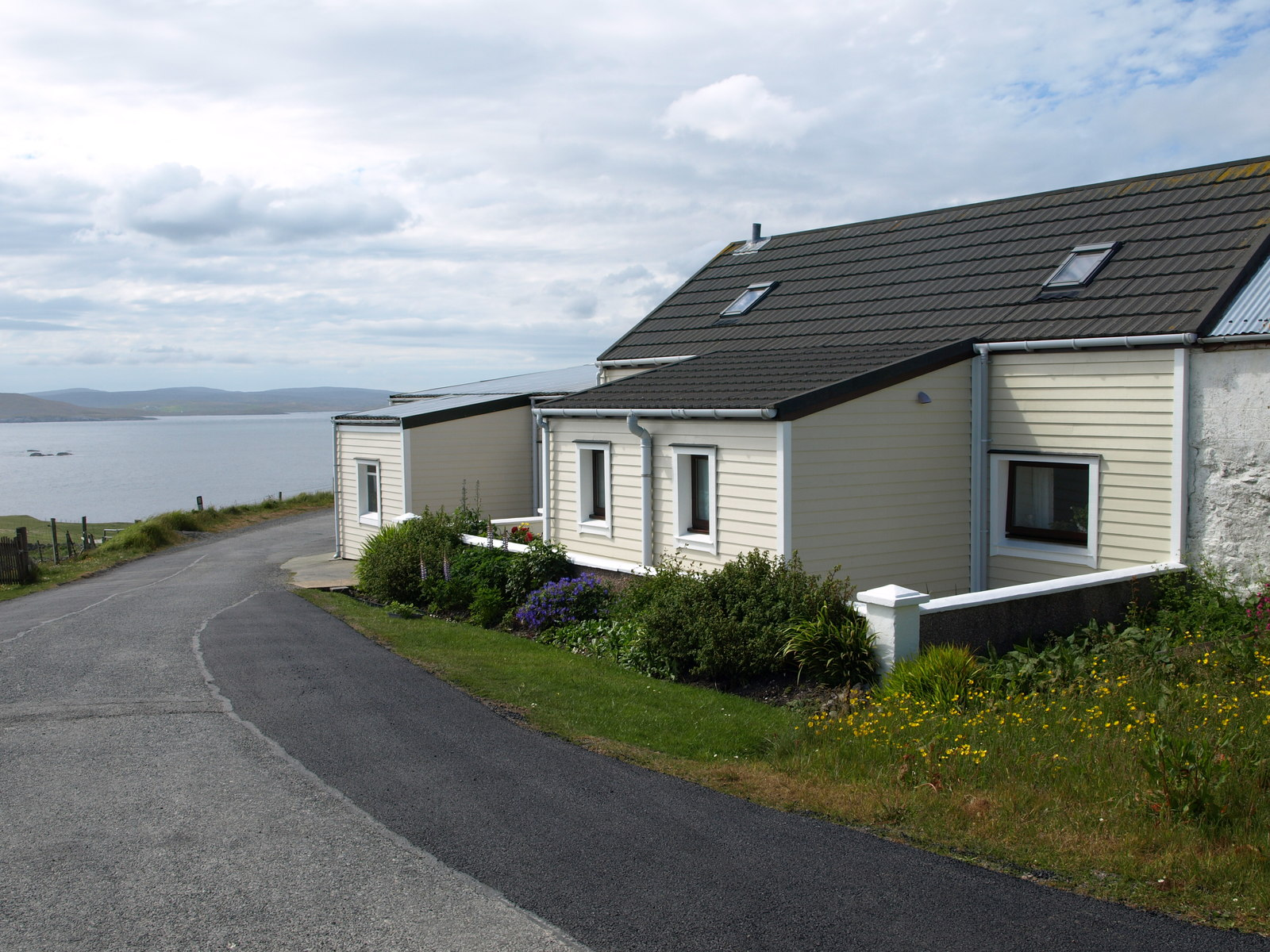
Cottage in Clate

Clate (auch Clett) ist eine Ortschaft, die im Nordosten der zu Schottland zählenden Shetlands liegt.

## Geographie
Clate liegt, etwas erhöht, im Bereich der südwestlichen Küste der Insel Whalsay. Nach Symbister ist es etwa einen Kilometer im Norden. Weitere Ortschaften in der Nähe sind Sodom und Sudheim  im Nordosten. Im Osten wird Clate überragt vom 119 Meter hohen Ward of Clett. Zu einer Vergrößerung Clates im späten 20. Jahrhundert war es in Verbindung mit der Entwicklung einer regionalen Industrie zur Verarbeitung von gefangenen Fischen gekommen, wobei im Ort die Beschäftigten wohnen.

## Historisches
Im Rahmen der historischen Gliederung Schottlands in Civil Parishes zählt Clate zu Nesting.